# Guido Tammi
Guido Tammi, hispanista y lexicógrafo italiano.
Interesado en la dialectología, escribió Vocabolario piacentino-italiano (Piacenza: Banca di Piacenza, 1998) y "Valli del Trebbia e del Nure: tradizioni e costumi", en Tuttitalia: enciclopedia dell'Italia antica e moderna. 2. (Sansoni, De Agostini: Firenze: 1961, p 408-412). Es colaborador de la Enciclopedia dei santi.
- Datos: Q5888151